# Cumestrol
El Coumestrol con fórmula química C
15H
8O
5, es un producto natural de compuesto orgánico en la clase de fitoestrógenos conocidos como comestanos. Se ha ganado interés en la investigación debido a su actividad estrogénica y su prevalencia en algunos alimentos, como los brotes de alfalfa o los garbanzos.
El Cumestrol fue identificado por primera vez por  E. M. Bickoff en la alfalfa en 1957. Desde entonces se ha podido encontrar en una variedad de legumbres, la soja, las coles de Bruselas y las espinacas. El trébol y los brotes de alfalfa tienen las concentraciones más altas.
El cumestrol es un fitoestrógeno que imita la actividad biológica de los estrógenos. El cumestrol tiene aproximadamente la misma afinidad de unión por el ER-β receptor de estrógeno que el 17β-estradiol, pero mucha menos afinidad por el receptor ER-β. En todo caso, la potencia estrogénica del cumestrol en ambos receptores es mucho menor que la de 17β-estradiol.
La forma química del cumestrol orienta sus dos grupos hidroxilo en la misma posición que los dos grupos hidroxilo en estradiol, lo que le permite inhibir la actividad de la aromatasa e hidroxiesteroide deshidrogenasa. Estas enzimas están implicadas en la biosíntesis de hormonas esteroides, y la inhibición de estas enzimas resultan en la modulación de su producción.